# カレリア語

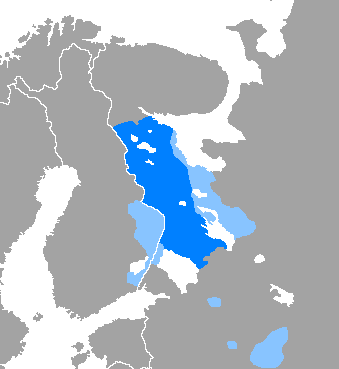
カレリア語が話されている地域

カレリア語（カレリアご、karjala）は、ウラル語族フィン・ウゴル語派のバルト・フィン諸語に含まれる言語で、ロシア連邦カレリア共和国のカレリア人が用いる。
フィンランド語に近いのでフィンランド語の方言と見られることもある。しかし相互理解が容易でない程度の差があり、歴史的にも政治的に分断される前からすでに大きな違いがあったので、一般には別の言語と見なされる。一方でヴェプス語の北部方言にも近い。しかしフィンランド領カレリア地方の方言は、大部分がフィンランド語の方言とされる（旧ソ連領からフィンランドへ移住した人々はカレリア語方言を用いている）。
話者数は12万人程度。いくつかの方言があり、標準（共通）カレリア語と呼べるものはないが、標準語の制定が検討されている。フィンランド語同様にラテン文字が用いられる。
方言としては、カレリア方言（さらに北部・南部に分けられる）、その南のオロネツ方言（ラドガ湖とオネガ湖の間）およびリューディ方言（オネガ湖東岸付近）に分けられる。リューディ方言はヴェプス語の方言とされることもある。

## カレリア語とフィンランド語の比較
| オロネッツ・カレリア語                           |  | 標準フィンランド語                             |
| ------------------------------------------------ |  | ---------------------------------------------- |
| Karjalas on čoma luondo. Korgiet koivut,         |  | Karjalassa on soma luonto. Korkeat koivut,     |
| vihandat kuuzet da pedäjät čomendetah meččiä.    |  | vihannat kuuset ja petäjät koristavat metsiä.  |
| Joga kohtaine on täüzi muarjua da siendü. Kehtua |  | Joka paikka on täynnä marjaa ja sientä. Kehtaa |
| vai kerätä! Järvet da jovetgi ollah kalakkahat:  |  | vain kerätä! Järvet ja joetkin ovat kalaisat:  |
| ongo haugii, lahnua, säüniä, matikkua, kuhua,    |  | on haukia, lahnoja, säyneitä, madetta, kuhaa,  |
| siigua. Ota ongiruagu da juokse järvele!         |  | siikaa. Ota onkivapa ja juokse järvelle!       |

### 和訳
カレリアの自然は美しい。背の高い樺、緑の檜と松が森を彩っている。どこもみなベリーとキノコでいっぱいだ。一人がそれらを摘み取っても！湖も川も魚でいっぱいだ。カワカマス、コイ、アイド、ロタロタ、ザンダー、白魚がいるんだ。釣竿を持って湖へ走れ！

## 表記
近代の表記はフィンランド語の文字が元になっていて、フィンランド語の正書法で書かれている。しかし、カレリア語の特徴と正書法はフィンランド語のものとはやはり異なる。
- カレリア語の摩擦音と破擦音の範囲 ―― フィンランド語では's'のみである。
- カレリア語は口蓋化を保っていて、通常はアポストロフィで示す。（例: d'uun）
- 文字'ü'は文字'y'に置きかえても良い。
- 文字'c'は文字/ts/の音を示す。しかし、'ts'という音素は別に存在するので区別しなければならない。また、'c'が用いられるのはロシア語からの借用語が多い。

また'c'と'č'には長さの違いがあり、この2つはフィンランド語にはない。たとえば、カレワラでのエリアス・リョンロートの正書法の中で、metsä : metsänがある。一見、tsの発音は変わりないように見えるが、実際は/mettšä : metšän/のように、破擦音の口蓋化を伴って発音する。
| 摩擦音 |      |      |                        |                |                 |
| 文字   | 別綴 | IPA  | オロネッツ・カレリア語 | 標準カレリア語 | フィンランド語  |
| c      | c    | /ts/ | kučču                  | kuču           | kutsu           |
| č      | ch   | /tʃ/ | čoma, seiče            | šoma, seičemen | soma, seitsemän |
| s      | s    | /s/  | se                     | že             | se              |
| š      | sh   | /ʃ/  | niškoi                 | niškoihin      | niskoihin       |
| z      | z    | /z/  | tazavaldu              | tažavalda      | tasavalta       |
| ž      | zh   | /ʒ/  | kiža, liedžu           | kiza, liedžu   | kisa, lietsu    |

カレリア語は'z'を使用し、有声歯茎摩擦音を表す（フィンランド語では外来語に用いて/ts/の音を表す。）。破裂音は/b/, /g/, /d/が存在し、それぞれ有声音である（ほとんどのフィンランド人が無声音/p/, /t/, /k/と区別しない。）。
文字č, š, žはそれぞれ後部歯茎音を表す。これらはch, sh, zhのように綴る事が出来る。だから、ruoččiはruochchiとなる。č, š, žはカレリアに古来からある音であるが、フィンランド語には存在していない。フィンランド語を母語とする人は、/ʃ/と/ʒ/を/s/と区別しない。また、/tʃ/も/ts/と区別しない。たとえば、カレリア語の単語・kiza, kuču, šoma, liedžu, seičemenはそれぞれ kisa, kutsu, soma, lietsu, seitsemänとなる。
近代カレリア語アルファベット
| A a [aa]  | B b [bee] | Č č [čee] | D d [dee] | E e [ee]  | F f [ef]  | G g [gee] |
| H h [haa] | I i [ii]  | J j [jii] | K k [kaa] | L l [el]  | M m [em]  | N n [en]  |
| O o [oo]  | P p [pee] | R r [er]  | S s [es]  | Š š [šee] | Z z [zee] | Ž ž [žee] |
| T t [tee] | U u [uu]  | V v [vee] | Y y [yy]  | Ä ä [ää]  | Ö ö [öö]  | '         |